# Хутір-Будилів
Ху́тір-Буди́лів — село в Україні, у Снятинській міській територіальній громаді Коломийського району Івано-Франківської області.
Відповідно до Розпорядження Кабінету Міністрів України від 12 червня 2020 року № 714-р «Про визначення адміністративних центрів та затвердження територій територіальних громад Івано-Франківської області» увійшло до складу Снятинської міської громади.

## Назва
Стара назва — Слобідка (1914), первісна — Вом (1564—1566). Сучасна назва походить від особового імені Будило + суф. — ів.

## Історія
Первісні поселення відомі з 1564 року, а Слобідка — з 1735 року. Два сільські кути: Білогора, Лози.
6 липня 1957 р. Снятинський райвиконком рішенням № 179 відніс Хутір-Будилів до категорій робітничих селищ і клопотав перед облвиконкомом про перейменування на «Жовтневе».

## Географічні дані
Загальна площа — 292,10 га, площа населеного пункту — 292,10 га.
Населення — 1153 особи.
Віддаль до Снятина — 5 км, до Івано-Франківська — 105 км.
Поштовий індекс — 78302

## Сучасність
Зараз — повністю оновлений населений пункт з широкою інфраструктурою та великим числом господарських закладів та підприємств. Тут діють дошкільний навчальний заклад «Дзвіночок», загальноосвітня школа І-ІІ ст., залізнична станція, бібліотеки — сільська і шкільна, клуб, крамниці «АВС», «Господар», «Каприз», «Мрія», «Продукти», працює відділення зв'язку та ощадного банку, телефонна станція.
Добрі результати роботи на території села мають: ТзОВ «Декор», ТзОВ «Захід», ТзОВ «Версаль», ТзОВ «Ренесанс», ДП «Нафтоекспрессервіс», ТВМП «Явір», приватні підприємства Т. Томаш, Г. Германа, М. Божовського, Т. Семенюка, П. Курилюка, В. Попович, В. Фроляк, Г. Середюк, фермерське господарство «Леонід».
Обробітком землі займається фермерські господарства «Едельвейс».
У населеному пункті діє два новозбудованих храми:
- Св. Архистратига Михаїла УГКЦ, настоятель о. Сергій Радченко
- Святих апостолів Петра і Павла Івано-Франківсько-Галицька єпархія ПЦУ Настоятель митрофорний протоієрей Петро Станчак, побудована 1996 року на кошти громади та за сприяння директора колишнього меблевого комбінату Михайла Любчина.

## Населення

### Мова
Розподіл населення за рідною мовою за даними перепису 2001 року:
| Мова            | Кількість | Відсоток |
| --------------- | --------- | -------- |
| українська      | 1172      | 98.74%   |
| російська       | 14        | 1.18%    |
| інші/не вказали | 1         | 0.08%    |
| Усього          | 1187      | 100%     |

## Транспорт
Через село проходить залізниця, є станція Снятин.

## Персоналії (відомі люди)

### Народилися
- Волков Микола Васильович — солдат, загинув 29 серпня 2014 року в Іловайському котлі.
- Горохолінська Ірина Володимирівна [Архівовано 31 жовтня 2020 у Wayback Machine.] — доктор філософських наук, релігієзнавиця, доцент, викладачка Чернівецького національного університету імені Юрія Федьковича (Yuriy Fedkovych Chernivtsi National University), асоційований член Молодіжної Асоціації релігієзнавців (з 2008 р.), старший науковий співробітник ЧНУ ім. Ю. Федьковича.